# Valérie Lempereur
Valérie Lempereur (Sluis, 17 oktober 1962) is een Nederlandse schrijfster, columniste en journaliste.

## Levensloop
Lempereur is transvrouw. Ze werd geboren in Sluis als Daniël en komt uit een gezin van zeven kinderen. Door haar genderdysforie bracht ze als enige uit het gezin een groot gedeelte van haar kindertijd door in verschillende kindertehuizen. Op haar zeventiende raakte ze verslaafd aan harddrugs en kwam, na een veroordeling door de rechtbank tot een tuchtschoolstraf, in een jeugdgevangenis terecht. Vandaaruit kwam ze uiteindelijk in een afkickkliniek en na verschillende pogingen lukte het haar om af te kicken van haar heroïne- en cocaïneverslaving.
In oktober 1993 onderging ze, na een behandeling van ruim drie jaar bij de genderpoli van de VU in Amsterdam, een geslachtsoperatie. Lempereur spreekt zelf steevast over een ‘reparatie’. In 1994 werd haar geslacht en voornaam officieel in de gemeentelijke basisadministratie aangepast. 

## Carrière

### Journaliste
Hoewel Lempereur door haar roerige jeugd maar twee jaar lager onderwijs heeft kunnen volgen, lukte het haar toch om als journalist aan de slag te gaan. Ze startte in 1994 haar journalistieke carrière bij het weekblad Nieuwe Revu waar ze werd aangenomen door de toenmalige hoofdredacteur Hans Verstraaten. Haar eerste coververhaal ging over de geestelijke en seksuele misstanden bij de jeugdinstelling De Dreef in Wapenveld. In het boek Mevrouw, de autobiografische roman van Lempereur, schrijft ze dat ze zelf ook in dat tehuis heeft gezeten.
In 1995 nam Lempereur ontslag bij Nieuwe Revu om voor het RTL-televisieprogramma Peter R. de Vries misdaadverslaggever aan de slag te gaan. De uitstap was van korte duur. Na vier maanden nam ze alweer ontslag omdat ze naar eigen zeggen niet met Peter R. de Vries door één deur kon. 
Hierna ging ze opnieuw aan de slag als freelancejournalist. Ze schreef spraakmakende verhalen en interviews voor kranten en entertainmentbladen in Nederland en België. Ze publiceerde naast in Nieuwe Revu o.a. in De Telegraaf, Dagblad de Pers, Avant Garde, Story, Deze week, Break-Out, MORE en had columns in het AD, Het Parool, Santé en Libelle. Ook schreef ze toonaangevende stukken voor de Vlaamse krant Het Laatste Nieuws en verschillende magazines.
Volgens Martien Meiland is Chateau Meiland op de televisie gekomen dankzij Lempereur, en door haar adviezen ook met een voor de Meilandjes veel gunstiger contract dan ze hadden verwacht. Ze werd hun manager, maar dat was van korte duur omdat John de Mol hier tegen was.

### Schrijfster
In oktober 1996 verscheen Lempereurs eerste boek, over de criminele organisatie De bende van Venlo bij uitgeverij L.J. Veen.
Tien jaar later, in 2006 richtte Lempereur in Antwerpen Lampedaire uitgevers op. De uitgeverij richtte zich in eerste instantie alleen op boeken van Lempereur zelf en collega-journalisten, maar al snel volgden ook bekende Vlamingen, onder wie ex-bokser Freddy De Kerpel, Kelly Pfaff, Luk Alloo, Margriet Hermans en Marijn Devalck. In 2010 ging de uitgeverij failliet.
Lempereur keerde terug naar Amsterdam waar ze in het najaar van 2011 onder het pseudoniem Patricia Perquin een column in Het Parool en het AD kreeg. Hierin schreef ze over het prostitutieverleden van Patricia Perquin. In de herfst van 2011 tekende Lempereur een two book deal bij uitgeverij Prometheus. Daar verscheen in januari 2012 onder het pseudoniem Patricia Perquin het boek Achter het raam op de Wallen dat binnen enkele weken een bestseller werd, Talpa kocht de filmrechten. Daarnaast was Lempereur ook in dienst als adviseur prostitutiebeleid bij de gemeente van Amsterdam. 
In februari 2012 verscheen, wederom onder het pseudoniem Patricia Perquin, het boek De meisjes van mevrouw de Wit. Een bestseller over loverboyslachtoffers. 
In september 2022 verscheen het boek Mevrouw, een autobiografische roman waarin Lempereur over haar eigen transitie schrijft.

#### Koningin Mathilde
Lempereur interviewde in 2007 als enige journalist ooit, de ouders van koningin Mathilde van België. Ze schreef met hun medewerking een driedelige serie voor het magazine TV Familie waarin de ouders van de toen nog kroonprinses Mathilde spraken over de familievete die al meer dan twintig jaar duurde en de familie had verscheurd. Een jaar later publiceerde Lempereur samen met koningshuisdeskundige Jan Van den Berghe het spraakmakende boek: Mathilde & Co.

## Ophef

#### Charles Groenhuijsen
Voor een reportage in Nieuwe Revu over de vrouwengevangenis in Breda gaf Lempereur zich uit voor de echtgenote van Charles Groenhuijsen. De toenmalig presentator van de nieuwsrubriek NOVA was door justitie wel de toegang verleend tot de vrouwengevangenis, in tegenstelling tot Nieuwe Revu. De gevangenisdirecteur zou het blad te brutaal vinden. Daarop vertelde Lempereur dat ze de echtgenote van Charles Groenhuijsen was en werd haar alsnog de toegang verleend. Dit kwam Groenhuijsen ter ore en hij eiste een rectificatie van Nieuwe Revu en een schadevergoeding van 5000 gulden.

#### Peter R. de Vries
De Vries beschuldigde Lempereur op hetzelfde moment van fraude en bedrog. Volgens de misdaadverslaggever zou Lempereur zich tijdens haar werk voor zijn televisieprogramma hebben uitgegeven voor de minnares van de Rotterdamse politiecommissaris Blauw en daarnaast hebben gesjoemeld met haar declaraties. Beide beschuldigingen zijn door Lempereur altijd met grote klem ontkend.

#### Theo Hiddema
In 1996 spande Theo Hiddema verschillende rechtszaken aan tegen Lempereur wegens smaad en laster. Hij eiste één week voor verschijning van het boek De bende van Venlo dat het boek niet mocht verschijnen. In het boek beschuldigde zijn cliënte Astrid van B. haar eigen advocaat Hiddema van het antedateren van haar dagboeken, die van cruciaal belang bleken te zijn tijdens het hoger beroep waarin de hoofdverdachte Frenkie P. in Den Bosch tot levenslang veroordeeld werd. Hiddema eiste bovendien 3 miljoen gulden: 1 miljoen van de uitgeverij L.J. Veen, 1 miljoen van de NCRV, die de documentaire van Lempereur over het onderwerp uitzond én 1 miljoen van Lempereur zelf. Daarnaast startte hij een bodemprocedure bij de rechtbank van Amsterdam en dreigde hij met beslaglegging op gelden en goederen van Lempereur. Al deze zaken heeft Hiddema verloren en hij werd bovendien berispt door het tuchtcollege wegens belediging van Lempereur.

#### Lampedaire uitgevers
Twee ontevreden Lampedaire-auteurs, Jacky Lafon en Jean-Pierre Van Rossem, hebben zich na een zakelijk conflict meermaals negatief uitgelaten in de Vlaamse pers over Lempereur. In deze artikelen werden haar roerige jeugdzorgverleden, haar verslaving, haar transitie en de beschuldigingen van Groenhuijsen en De Vries opgerakeld. 

#### De Volkskrant
Op 9 maart 2013 publiceerde de Volkskrant een artikel waarin werd onthuld dat Valérie Lempereur achter het pseudoniem van bestsellerauteur Patricia Perquin zat. De krant meldde dat Lempereur tot tweemaal toe bij de kortgedingrechter te Amsterdam had geprobeerd het artikel tegen te houden. De eerste keer met succes. In het stuk werden vraagtekens gezet bij de authenticiteit van het prostitutieverleden van Patricia Perquin/Lempereur. Er werd bovendien ook uitgebreid ingegaan op het verleden van Lempereur dat volgens de Volkskrant omstreden was. Mr. Christiaan Alberdingk Thijm, de advocaat van Lempereur, zei dat het artikel geen enkele relevantie had en enkel een afrekening betrof van jaloerse mensen. Hij twijfelde niet dat de boeken van Lempereur op waarheid berusten. Na de Volkskrant-publicatie verbrak weekblad Libelle, waar Lempereur columniste was, de samenwerking. Burgemeester van der Laan, die Lempereur had gevraagd als adviseur prostitutie, bleef wel achter haar staan en weigerde haar contract te verbreken. Ook haar uitgeverij Prometheus steunde haar.

## Bestseller 60
| Boeken met noteringen in de Nederlandse Bestseller 60               | Jaar van verschijnen | Datum van binnenkomst | Hoogste positie | Aantal weken | Opmerkingen |
| ------------------------------------------------------------------- | -------------------- | --------------------- | --------------- | ------------ | ----------- |
| Caroline – de verbannen huisvriendin uit Chateau Meiland. Nagejaagd | 2023                 | 11-10-2023            | 34              | 1            |             |

## Trivia
- De film Van God Los is losjes gebaseerd op het eerste boek van Lempereur: De bende van Venlo.
- Lempereur maakte voor de NCRV de documentaire De bende van Venlo, die op 7 oktober 1996 werd uitgezonden op de publieke omroep.
- Lempereur had in 1996 een rol in een aflevering van de dramaserie De eenzame oorlog van Koos Tak. In de serie, bedacht en geregisseerd door Theo van Gogh, speelde Lempereur de barvrouw.